# 渋田見盛家
渋田見 盛家（しぶたみ もりいえ）は、戦国時代の武将。信濃国安曇郡渋田見城主。

## 略歴
渋田見氏は信濃安曇郡の国人である仁科氏の支族。
盛家は信濃守護・小笠原氏に属していたが後に武田信玄に従属する。しかし、武田方の攻撃を受けて盛家は自害したという。その後は同族の渋田見長盛・政長父子が天正壬午の乱で信濃に復帰した小笠原氏に仕官し大坂の陣で戦功を挙げた。小倉藩では渋田見氏が仁科氏の本流として処遇され、1700石を知行した。